# Самчук, Василий Иванович
Васи́лий Ива́нович Самчу́к (25 февраля 1880 — не ранее 1937) — член IV Государственной думы от Волынской губернии, крестьянин.

## Биография
Православный, крестьянин села Хорошева Острожского уезда.
Окончил церковно-приходскую школу. Участвовал в русско-японской войне, был младшим фейерверкером Квантунской крепостной артиллерии. За отличия был награждён Георгиевскими крестами 4-й, 3-й и 2-й степеней.
Занимался земледелием (5½ десятин). Избирался гласным Острожского уездного и Волынского губернского земских собраний. Был членом Союза русского народа.
В 1912 году был избран в члены Государственной думы от Волынской губернии съездом уполномоченных от волостей. Входил во фракцию правых, после её раскола в ноябре 1916 — в группу независимых правых во главе с князем Б. А. Голицыным. Состоял секретарем комиссии о замене сервитутов, а также членом комиссий: по военным и морским делам, по местному самоуправлению и бюджетной.
После Февральской революции выполнял поручения Временного комитета Государственной думы, в апреле 1917 года был командирован в Острожский уезд по заданию ВКГД. В декабре 1917 года баллотировался в Украинское учредительное собрание от Волынской губернии по списку «от православных приходов и хлеборобов», который возглавляли В. В. Шульгин и Я. В. Глинка.
В 1937 году — в городе Горловка Донецкой области, работал на машзаводе им. Кирова, жил в общежитии (барак №15). Арестован 16 ноября 1937 года, через 12 дней приговорен к расстрелу тройкой УНКВД по Донецкой области. Данных об исполнении приговора нет.

## Награды
- серебряная медаль «В память русско-японской войны».
- Георгиевский крест 2-й; 3-й; 4-й степени.